# Василиос Папас
Василиос Папас или капитан Врондас (на гръцки: Βασίλειος Παπάς, Βρόντας) е гръцки офицер, лейтенант и революционер, андартски капитан на чета от началото на XX век.

## Биография
Василиос Папас е роден в Патра. Достига офицерски чин в гръцката армия. Включва се в гръцката въоръжена пропаганда в Македония. През 1907 година Василиос Папас действа в Мариовско заедно с четите на Павле Илиев, Симо Стоянов, Петър Христов, Георгиос Воланис, Георгиос Кондилис, Стоян Цицов и Трайко Браянов.
Оглавява чета в голямото гъркоманско село Брод, който е център на гръцката въоръжена пропаганда в Битолско. От Брод гръцките андартски чети тероризират околните български екзархийски села. Българското екзархийско село Бач е тероризирано от гръцките андартски чети, действащи в региона и заплашвано с писма от Врондас да премине към Патриаршията и да се обяви за гръцко. След това през март 1907 година андартска гъркоманска чета от Брод и околните патриаршистки села, начело с капитан Васос Врондас и кмета на Брод Константин напада и изгаря съседното българско село Бач, но в селото има българска чета и в сражението загива капитан Врондас.